# Ментон (Техас)
Ментон (англ. Mentone) — переписна місцевість (CDP) в США, в окрузі Лавінг штату Техас. Населення — 22 особи (2020).

## Географія
Ментон розташований за координатами 31°42′27″ пн. ш. 103°35′56″ зх. д. / 31.70750° пн. ш. 103.59889° зх. д. (31.707438, -103.598875).  За даними Бюро перепису населення США в 2010 році переписна місцевість мала площу 0,44 км², уся площа — суходіл.

### Клімат
| Клімат : Ментон                              | Клімат : Ментон | Клімат : Ментон | Клімат : Ментон | Клімат : Ментон | Клімат : Ментон | Клімат : Ментон | Клімат : Ментон | Клімат : Ментон | Клімат : Ментон | Клімат : Ментон | Клімат : Ментон | Клімат : Ментон | Клімат : Ментон |
| Показник                                     | Січ.            | Лют.            | Бер.            | Квіт.           | Трав.           | Черв.           | Лип.            | Серп.           | Вер.            | Жовт.           | Лист.           | Груд.           | Рік             |
| Абсолютний максимум, °C                      | 30,0            | 31,7            | 37,2            | 38,9            | 41,1            | 43,9            | 44,4            | 43,9            | 41,1            | 37,8            | 31,1            | 28,3            | 44,4            |
| Середній максимум, °C                        | 16,4            | 17,0            | 22,7            | 27,9            | 33,3            | 36,3            | 37,0            | 36,1            | 32,6            | 27,3            | 21,4            | 14,9            | 26,9            |
| Середній мінімум, °C                         | −2,2            | −0,5            | 3,6             | 8,4             | 13,3            | 18,5            | 21,2            | 19,8            | 16,0            | 8,1             | 2,6             | −2,3            | 8,9             |
| Абсолютний мінімум, °C                       | −15             | −15             | −11,1           | −8,9            | −0,6            | 7,8             | 15,6            | 11,7            | 3,9             | −1,1            | −7,8            | −8,9            | −15             |
| Норма опадів, мм                             | 10              | 8               | 6               | 7               | 22              | 23              | 44              | 33              | 35              | 26              | 8               | 7               | 230             |
| -------------------------------------------- | --------------- | --------------- | --------------- | --------------- | --------------- | --------------- | --------------- | --------------- | --------------- | --------------- | --------------- | --------------- | --------------- |
| Джерело: The Western Regional Climate Center |                 |                 |                 |                 |                 |                 |                 |                 |                 |                 |                 |                 |                 |

## Демографія
Згідно з переписом 2010 року, у переписній місцевості мешкало 19 осіб у 11 домогосподарстві у складі 6 родин. Густота населення становила 43 особи/км².  Було 16 помешкань (36/км²).
Расовий склад населення:
| - 84,2 % — білих - 5,3 % — корінних американців |

До двох чи більше рас належало 10,5 %. Частка іспаномовних становила 21,1 % від усіх жителів.
За віковим діапазоном населення розподілялося таким чином: 5,3 % — особи молодші 18 років, 73,6 % — особи у віці 18—64 років, 21,1 % — особи у віці 65 років та старші. Медіана віку мешканця становила 55,3 року. На 100 осіб жіночої статі у переписній місцевості припадало 111,1 чоловіків;  на 100 жінок у віці від 18 років та старших — 125,0 чоловіків також старших 18 років.
Цивільне працевлаштоване населення становило 16 осіб. Основні галузі зайнятості: транспорт — 31,3 %, мистецтво, розваги та відпочинок — 25,0 %, фінанси, страхування та нерухомість — 18,8 %.